# Afrocaenis
Afrocaenis is een geslacht van haften (Ephemeroptera) uit de familie Caenidae.

## Soorten
Het geslacht Afrocaenis omvat de volgende soorten:
- Afrocaenis browni
- Afrocaenis major